# Palazzo Criscuolo
Il Palazzo Criscuolo (già Palazzo Gargano) è un edificio di Torre Annunziata, ubicato tra corso Vittorio Emanuele III e Piazza Giovanni Nicotera.

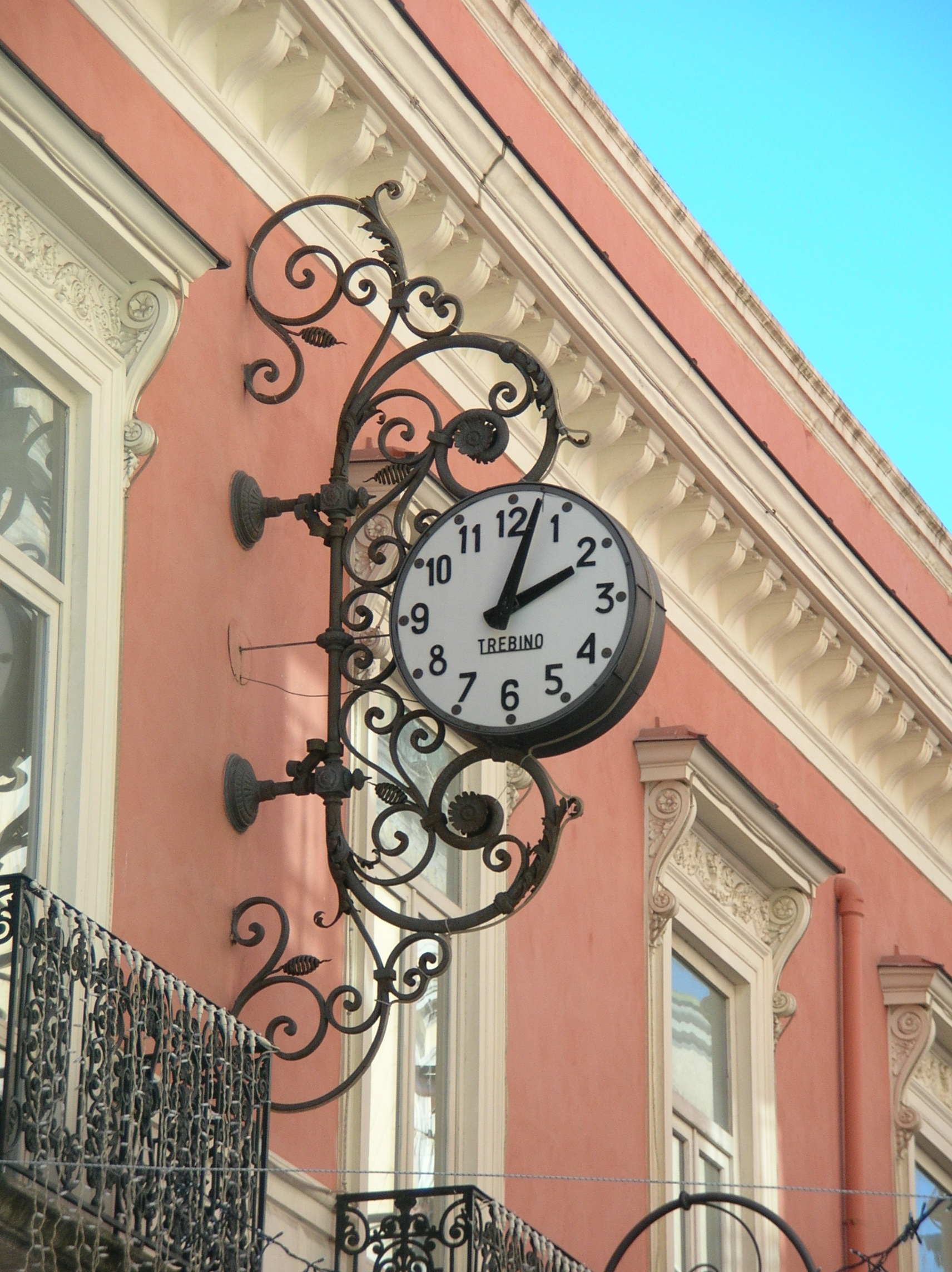
Particolare dell’orologio in ghisa

## Storia
Il palazzo fu eretto da Nicola Gargano, un imprenditore (commerciante di grano), intorno al 1860. Attualmente è sede dell'amministrazione comunale.

## Descrizione
Palazzo gentilizio, di due piani,  è sviluppato intorno ad un cortile centrale, abbellito al piano terra da un piccolo portichetto ed al piano superiore da un ballatoio. Anni addietro, al primo piano, esisteva una cappellina privata, con la volta decorata da stucchi ancora oggi visibili in alcuni uffici comunali.
Gli ambienti che danno su Largo Porto anticamente erano usati come deposito di grani, mentre oggi sono stati riqualificati ad uso degli uffici comunali.
Nel 1880 il palazzo passò in proprietà ad Anassimene Criscuolo dal quale nel 1897 il Comune di Torre Annunziata ne acquistò una parte. Fu ulteriormente abbellito con due lampioni in ghisa e da un orologio a pesi, ancora oggi esistenti e funzionanti.
Nel 2007 durante i lavori di restyling è scoppiato un incendio di lieve entità subito domato dai vigili del fuoco. Durante gli stessi lavori di ristrutturazione, sono venuti alla luce degli affreschi di interesse storico.  Il suo uso è finalizzato ad un uso di rappresentanza istituzionale, in quanto il cuore dell'amministrazione comunale è dislocato negli uffici di via Dante.